# Klöverspinnare
Klöverspinnare (Lasiocampa trifolii) är en kraftigt byggd rostbrun ädelspinnare.

## Kännetecken
Hanen har ett vingspann på 37 till 48 millimeter och honan 43 till 61 millimeter. Hanens antenner är breda och dubbelt kamtandade, honans betyligt smalare och kort sågtandade. Framvingen har vit diskfläck med svart kant. Larven är som fullvuxen mellan 50 och 65 millimeter lång med gråsvart grundfärg. Den har curryfärgad behåring på ryggen och vit behåring på sidorna. 

## Levnadssätt
Klöverspinnaren lever på torra öppna marker, exempelvis på alvarhedar och sandiga eller klippiga kustområden. De flyger främst under skymningen från slutet av juli till början av september. Honan lägger cirka 200 ägg som släpps i flykten eller sittande i vegetationen. Äggen övervintrar och kläcks på våren. De lever gärna på ärtväxter som klövrar, kråkvicker och luserner men även på ljung, slån, trift, strandråg, fårsvingel, sandsvingel och rörflen. Den förpuppar sig i en kokong i vegetationen eller på marken. 

## Utbredning
Klöverspinnare förekommer i Europa, så långt norrut som till Mellansverige, södra Norges kustområde, Åland och sydvästra Finland. Vidare förekommer den i Medelhavsområdet, Centraleuropa och österut genom Ryssland till Transbajkal och södra Sacha.

### Förekomst i Sverige
I Sverige förekommer den främst i Götalands, sydöstra Svealands kustområden och längs Vänerns och Mälarens stränder.

## Bilder

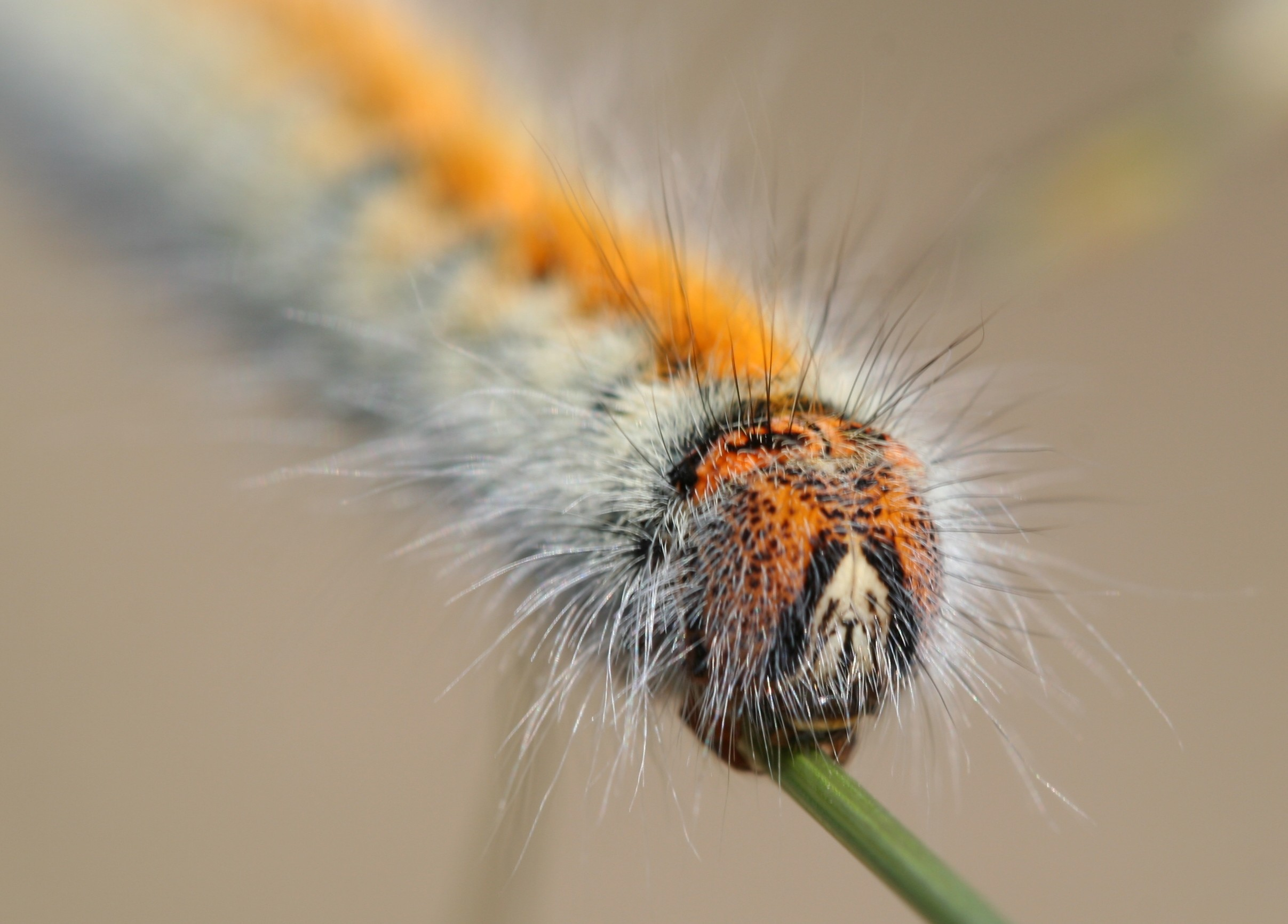
Larv
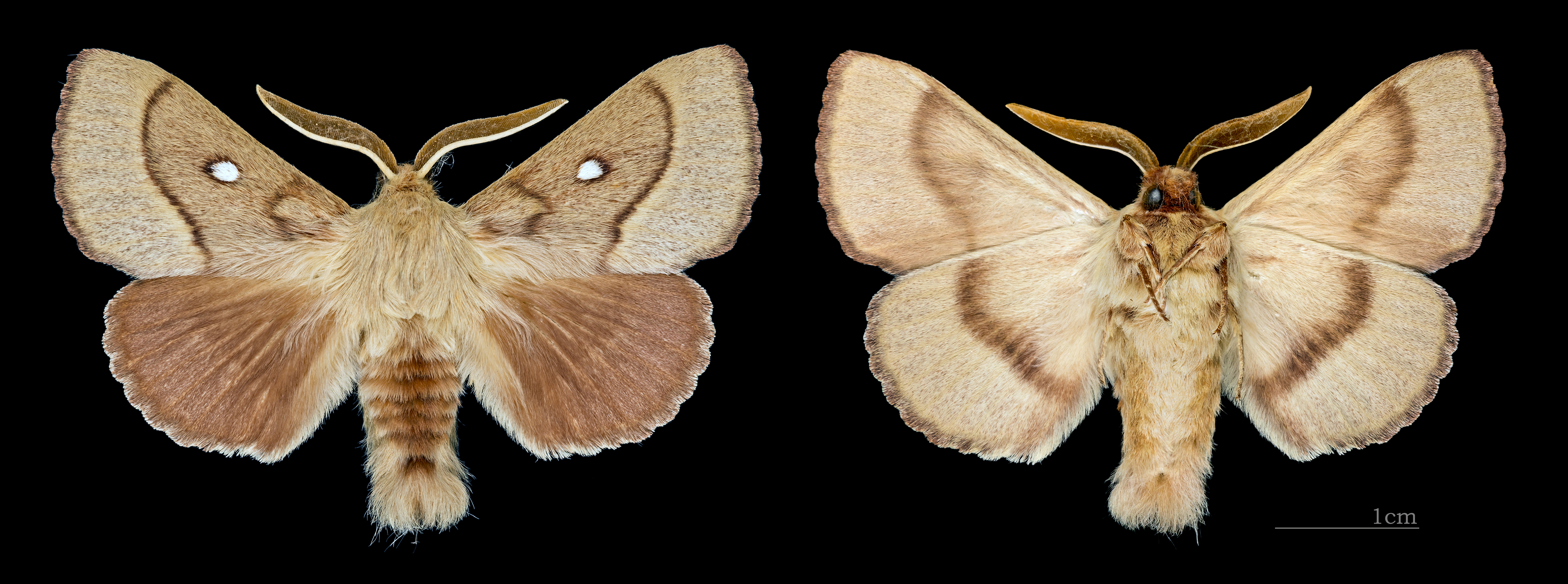
hane
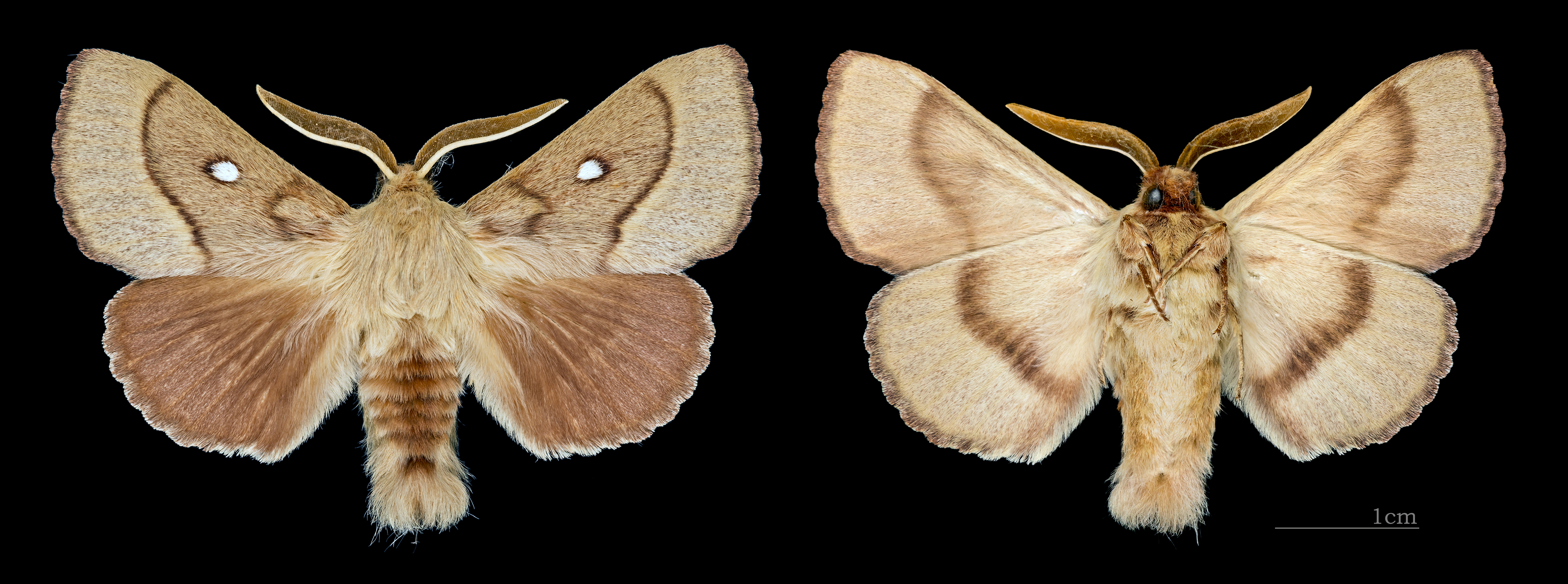
hona